# 양국충
양국충(楊國忠, 양궈중, ? ~ 756년 7월 15일)은 중국 당 왕조의 무관, 정치인으로 양귀비의 사촌 오빠이다. 본명은 양소(楊釗, 양자오)이다. 환관 고력사 등과 결탁한 환관 정치로 40여 개의 관직을 독점하여, 외척 정치의 표본으로 손꼽히는 인물이다. 안사의 난 때 처형되었다.

## 생애
양소는 원래 군인이었는데, 성격이 난폭하였다. 750년 천보 9년 사촌 누이동생 양옥환(楊玉環)이 귀비가 되자 현종은 양귀비의 오빠인 그에게 '국충'이라는 이름을 하사하고, 감찰어사(監察御史), 시어사(侍御史)의 관직을 하사했다. 양국충은 초기에는 이림보(李林甫)와 손을 잡고, 구세력을 몰아내는 데 협조를 하였으며, 현종은 승상 이림보를 견제하기 위해 양국충을 신임하게 되었다. 하지만 751년 천보 11년 남조와의 전쟁에서 6만명의 군사를 잃었고, 천보 13년 6월에도 패함으로써 두 번의 출병에 20만의 군인들을 잃게 되었다.
752년 천보 12년 이림보가 죽자 그를 대신해서 우상(右相)이 되어 40여 개의 관직을 독점했다. 또한 조정을 전횡하고 사당(私黨)을 결성하여 사리사욕을 채우는 한편, 공공연히 뇌물을 수수하였다. 관리를 임명할 때도 사적인 친분관계에 따라 임명했다.
755년 천보 14년 안사의 난이 발발했다. 안녹산이 반란을 일으킨 명분은 '양국충 토벌'이었고, 6월에는 동관을 점령했다. 7월 13일 양국충은 당 현종에게 쓰촨성 지난으로 피난을 권유하여 승인을 얻었으며, 장안의 민중들에게는 알리지도 않고 도망을 가는 비겁한 행동을 하였다. 7월 15일 현재의 산시성 싱핑인 마외역(馬嵬驛)에 이르자 굶주린 성난 군인들이 양국충을 향해 불만을 쏟아내기 시작했고, 군사들을 이끌던 진현례 장군 또한 양국충이 이 환란을 유발했다고 생각하여 모반의 계획을 이보국(李輔國)에게 알렸다. 결국 양국충은 이들에게 잡혀 사형당하는 최후를 맞이하였고 만고의 역적으로 회자되었다.
그래도 가라앉지 않는 군인들의 소요에 당 현종은 양귀비에게 자결을 명하게 되었다. 황제를 보필하던 조정 대신들은 현종에게 당장 태자 이형에게 황제의 보위를 넘기라는 주청을 올렸고, 이리하여 현종은 마침내 영무에서 태자 이형에게 제위를 물려주어야 하였다. 현종 자신은 서촉의 청두로 들어갔다. 이형은 당 숙종으로 즉위하여 연호를 천보에서 지덕으로 바꿨다.

### 가족 관계
- 부인 : ?
- 사촌 동생 : 한국부인 양옥패
- 사촌 동생 이자 정인 : 괵국부인 양옥쟁
- 사촌 동생 : 진국부인 양옥차
- 사촌 동생 : 양귀비

## 같이 보기
- 양귀비
- 당 현종
- 안사의 난